# Afroholopogon aspros
Afroholopogon aspros là một loài ruồi trong họ Asilidae. Afroholopogon aspros được Londt miêu tả năm 2005. Loài này phân bố ở miền nhiệt đới châu Phi.